# Rachel Weisz
Rachel Hannah Weisz (/ˈvaɪs/ / vice /; Londres, 7 de março de 1970) é uma atriz e modelo britânica. Conhecida por seus papéis em filmes independentes e sucessos de bilheteria, ela recebeu vários prêmios, incluindo um Oscar, um BAFTA, um Globo de Ouro e um Prêmio Laurence Olivier Award, considerada uma das atrizes inglesas mais talentosas de sua geração.
Weisz começou sua carreira no Trinity Hall, Cambridge no início de 1990, em seguida, começou a trabalhar na televisão, aparecendo em Inspector Morse, a minissérie britânica Scarlet and Black, e o filme para televisão Advocates II. Ela fez sua estreia no cinema no filme Death Machine (1994), mas seu primeiro papel de destaque foi no filme Chain Reaction (1996), levando a um papel de alto perfil como Evelyn Carnahan-O'Connell nos filmes de The Mummy (1999) e The Mummy Returns (2001). Outros filmes notáveis apresentando Weisz foram Enemy at the Gates, About a Boy, Constantine, The Fountain e The Constant Gardener, pelo qual recebeu um Oscar, um Globo de Ouro e um prêmio do Screen Actors Guild por seu papel coadjuvante como Tessa Quayle. Ela tem sido rotulada como uma "rosa Inglesa", desde que seu papel menor em Stealing Beauty (1996).
Weisz também trabalha no teatro. Sua fase de descoberta foi na peça teatral Design for Living de Noël Coward, de 1994, o que lhe valeu o London Critics Circle Award para a estreante mais promissora. Performances de Weisz também incluem a produção da Donmar Warehouse de Tennessee Williams Suddenly, Last Summer, de 1999, e seu renascimento A Streetcar Named Desire, de 2009. Sua interpretação de Blanche DuBois na última peça ganhou um Critics' Circle Theatre Award de Melhor Atriz. Ela recentemente atuou Evanora em Oz: The Great and Powerful.
Em 2018, ela recebeu aclamação da crítica por sua interpretação de Sarah Churchill, no filme The Favourite sendo indicada aos principais prêmios cinematográficos como o Globo de Ouro de melhor atriz coadjuvante em cinema,Prémio Screen Actors Guild de melhor atriz secundária em cinema,BAFTA de melhor atriz coadjuvante e ao Óscar de melhor atriz secundária e a diversos outros prêmios críticos.

## Biografia

### Infância
O pai, George Weisz, é um judeu húngaro inventor que fugiu com a sua família para a Inglaterra a fim de escapar da perseguição Nazi. A mãe, Edith, é a uma psicanalista católica, nascida em Viena, Áustria e aspirante a atriz. Weisz foi educada da maneira judaica.
Weisz graduou-se com um 2:1 na Universidade de Cambridge, onde co-fundou um grupo de Artes Cênicas chamado "Cambridge Talking Tongues", o qual produziu o filme Slight Possession, premiado no Festival de Edinburgo.

### Carreira
Seu papel de estreia no teatro foi o de Gilda na peça Design for Living do diretor Sean Mathias, em 1995, no teatro de Gielgud. Tendo já trabalhado para televisão, na sua maioria em séries britânicas como Inspector Morse (1993), Rachel fez a sua introdução no cinema com o filme, de 1995, Chain Reaction e depois no filme de Bernardo Bertolucci, Stealing Beauty. Continuou pelo cinema com Swept from the Sea, The Land Girls, e com o filme de Michael Winterbottom, I Want You. Desde então entrou em numerosos filmes como The Mummy (1999), Enemy at the Gates (2001), About a Boy (filme) (2002), Runaway Jury  (2003) e Constantine (2005).
Em relação ao teatro, Rachel teve papéis como o de Catherine na produção londrina de Tennessee Williams' Suddenly Last Summer, de Evelyn na peça de Neil LaBute, The Shape of Things no Teatro Almeida e de Blanche DuBois na peça A Streetcar Named Desire também de Tennessee Williams.
Em 2005, Rachel Weisz atua no filme The Constant Gardener "O Jardineiro Fiel", uma adaptação do thriller de John le Carré homônimo cuja ação se passa no Kenya. Por causa deste papel, Rachel ganhou o Óscar em 2006 para Melhor Atriz num papel secundário, o Golden Globe para melhor atriz coadjuvante e o Screen Actors Guild para desempenho extraordinário de uma atriz num papel secundário. No seu país, foi galardoada com uma nomeação para Atriz Principal nos BAFTA e com um London Critics Circle Film Award e um British Independent Film Awards.
Em 2006, Rachel Weisz entra no filme The Fountain, escrito e realizado por Darren Aronofsky. No mesmo ano, ela também emprestou sua voz a dragão Saphira, da saga Eragon, que estreou no cinema em dezembro.
Foi garota-propaganda da marca de sabonetes Lux, da companhia aérea British Airways e da famosa marca de cosméticos L'Oréal Paris.
Em 2018 recebeu aclamação critica pelo filme The Favourite que estreou no Festival Internacional de Cinema de Veneza em agosto de 2018, onde ganhou o Grande Prêmio do Júri e a Copa Volpi de Melhor Atriz para Olivia Colman. O Rotten Tomatoes baseado em 288 avaliações e rendeu ao filme uma pontuação de 94% sendo a maioria das avaliações positivas. Metacritic calculou uma pontuação média ponderada de 90/100 com base em 53 revisões, indicando "aclamação universal". Pelo seu papel Rachel recebeu aclamação crítica rendendo a ela indicações a prêmios como Globo de Ouro de melhor atriz coadjuvante em cinema, Prémio Screen Actors Guild de melhor atriz secundária em cinema, BAFTA de melhor atriz coadjuvante e ao Óscar de melhor atriz secundária, sendo sua segunda indicação ao Oscar.

## 1990 - 2000: Primeiros trabalhos e Avanço
Em 1992, Weisz apareceu no filme para televisão Advocates II, seguido por papéis no episódio do Inspetor Morse " Crepúsculo dos Deuses ", e no drama de época da BBC Scarlet and Black, ao lado de Ewan McGregor. Dirty Something , um filme para televisão de uma hora da BBC, Screen Two, feito em 1992, foi o primeiro filme de Weisz.
O papel de destaque de Weisz no palco foi o de Gilda na reestreia de Design for Living de Noël Coward, de Sean Mathias, em 1994, no Gielgud Theatre,  pelo qual recebeu o prêmio London Critics' Circle Award de estreante mais promissor. Sua interpretação foi descrita como "maravilhosa" por uma crítica contemporânea.
Weisz começou sua carreira cinematográfica com um papel secundário no filme Death Machine de 1994;  seu primeiro papel importante veio no filme Chain Reaction de 1996. O filme recebeu críticas principalmente negativas - tem uma classificação de 16% no Rotten Tomatoes e foi um pequeno sucesso financeiro. Em seguida, ela apareceu como Miranda Fox em Stealing Beauty, dirigido por Bernardo Bertolucci, onde foi rotulada pela primeira vez como uma "rosa inglesa".
Weisz encontrou papéis no drama americano de 1997 Swept from the Sea, na comédia dramática britânica de 1998 My Summer with Des, no filme policial de Michael Winterbottom I Want You, e em The Land Girls de David Leland , baseado no livro de mesmo nome de Angela Huth.
Em 1999, Weisz interpretou Greta no filme histórico Sunshine. No mesmo ano, seu sucesso internacional veio com o filme de aventura de 1999 The Mummy, no qual ela interpretou a protagonista feminina ao lado de Brendan Fraser. Sua personagem, Evelyn Carnahan, é uma egiptóloga inglesa , que empreende uma expedição à fictícia cidade egípcia antiga de Hamunaptra para descobrir um livro antigo. A Variety criticou a direção do filme, escrevendo: "(os atores) foram direcionados a performances amplas e indisciplinadas [...] A bufonaria dificilmente parece o domínio natural de Weisz, já que a atriz se esforça para obter efeitos cômicos que ela não consegue alcançar". Ela seguiu com a sequência O Retorno da Múmia em 2001, que arrecadou cerca de US$ 433 milhões em todo o mundo, (equivalente a US$ 745 milhões em dólares de 2023) mais alto do que os US$ 260 milhões do original (igual a US$ 476 milhões em dólares de 2023).
Também em 1999, ela desempenhou o papel de Catherine na produção Donmar Warehouse de Tennessee Williams, What's on Stage a chamou de "cativante", afirmando que ela trouxe "um grau de credibilidade a uma parte difícil". No mesmo ano, Weisz apareceu em The Shape of Things de Neil LaBute no Almeida Theatre, então temporariamente localizado em King's Cross, em Londres, pelo qual recebeu um Theatre World Award. CurtainUp a chamou de "uma artista sofisticada e independente" com "grande presença de palco".

## 2000 - 2010: Reconhecimento Internacional e Aclamação

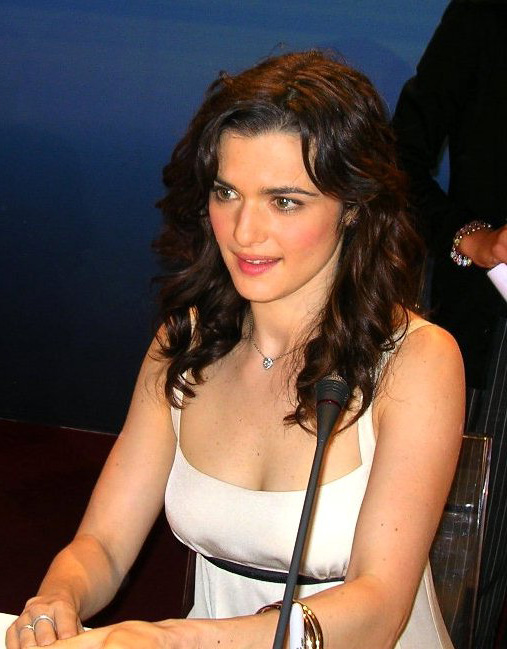
Weisz em 2007

Em 2000, ela interpretou Petula no filme Beautiful Creatures, seguido por Enemy at the Gates de 2001, e a comédia dramática de 2002 About a Boy, com Hugh Grant, baseado no romance de Nick Hornby de 1998. Em 2003, ela interpretou Marlee na adaptação do romance de suspense jurídico de John Grisham, The Runaway Jury; e estrelou a adaptação cinematográfica da peça de comédia dramática romântica The Shape of Things.
Em 2004, Weisz apareceu na comédia Envy. O filme fracassou nas bilheterias. A Variety opinou que Weisz e a co-estrela Amy Poehler "têm menos momentos de escolha do que merecem". Seu próximo papel foi ao lado de Keanu Reeves em Constantine, baseado na história em quadrinhos Hellblazer. O Film Threat chamou sua interpretação de "eficaz em projetar ceticismo e, eventualmente, despertar horror".
Sua próxima aparição, em 2005, foi em O Jardineiro Fiel, do diretor brasileiro Fernando Meirelles, uma adaptação cinematográfica de um thriller de John le Carré ambientado nas favelas de Kibera e Loiyangalani, no Quênia. Weisz interpretou uma ativista, Tessa Quayle, casada com um funcionário da embaixada britânica. O filme foi aclamado pela crítica,  rendendo a Weisz o Oscar de Melhor Atriz Coadjuvante, o Globo de Ouro de Melhor Atriz Coadjuvante, e o Screen Actors Guild Award de Melhor Performance de uma Atriz Coadjuvante, dentre outras indicações e vitórias em prêmios críticos. O jornal britânico The Guardian observou que o filme "a estabeleceu na primeira fila dos atores britânicos", enquanto a BBC escreveu: "Weisz é excepcional: carisma de estrela de cinema aliado a emoção crua em uma performance para se apaixonar". Em 2006, ela recebeu o prêmio BAFTA Britannia de Artista Britânica do Ano.
Em 2006, Weisz estrelou o drama romântico do cineasta americano Darren Aronofsky, The Fountain. O San Francisco Chronicle considerou sua interpretação da Rainha Isabel "menos convincente" do que outros papéis. No mesmo ano, ela deu voz a Saphira , o dragão, no filme de fantasia Eragon; e rejeitou uma oferta para estrelar A Múmia: Tumba do Imperador Dragão devido a problemas de roteiro, o papel acabou indo para Maria Bello.  Seus filmes subsequentes incluem o drama de Wong Kar-wai de 2007, My Blueberry Nights, e o filme de 2008 de Rian Johnson , The Brothers Bloom.  Em 2009, ela desempenhou o papel principal de Hipácia de Alexandria no filme de drama histórico Now, uma produção espanhola dirigida por Alejandro Amenábar. O New York Times chamou sua interpretação de "adepta", observando que ela transmitiu "uma presença simpática".  No mesmo ano, ela apareceu como Blanche DuBois, na reestreia de Rob Ashford da peça Um Bonde Chamado Desejo. Sua atuação na peça foi elogiada pelos críticos, o Daily Telegraph observou que ela "enfrenta o desafio magnificamente".

## 2010 - 2020: Atriz Consagrada

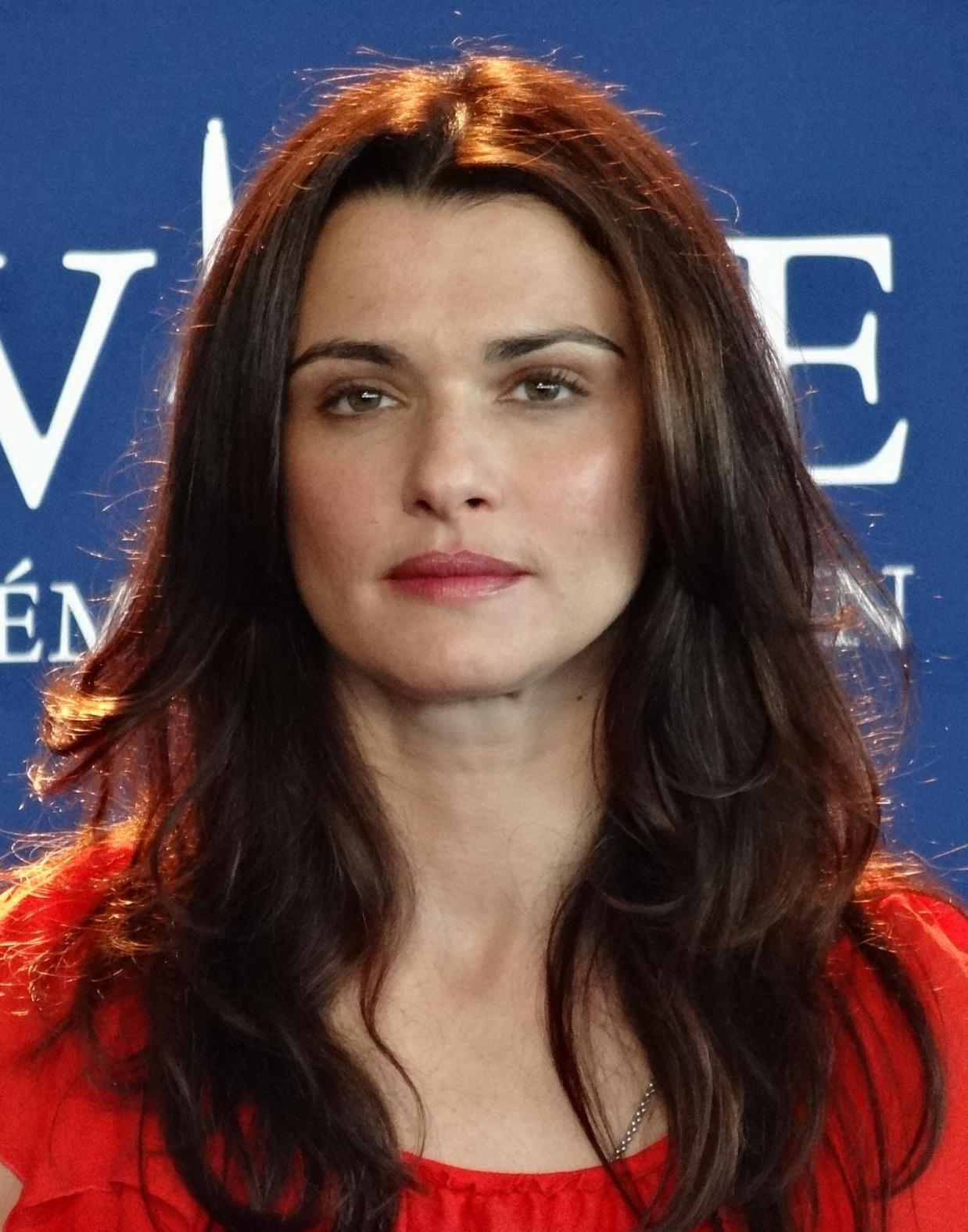
Weisz em 2012 no Deauville American Film Festival

Weisz estrelou o filme The Whistleblower, que estreou no Festival Internacional de Cinema de Toronto em 2010. O filme foi baseado na história real de tráfico de pessoas por funcionários da contratada DynCorp. Durante sua estreia, a representação intensa do tratamento dispensado às vítimas pelos sequestradores fez uma mulher na plateia desmaiar. A Variety escreveu "A atuação de Weisz prende o espectador a cada passo do caminho." No mesmo ano, ela estrelou como convidada na série animada Os Simpsons, no episódio da 22ª temporada " How Munched is That Birdie in the Window? ".  Os papéis de Weisz em 2011 incluíram uma adaptação da peça de Terence Rattigan, The Deep Blue Sea,  o drama 360 de Fernando Meirelles o thriller de espionagem da BBC Page Eight e o filme de suspense Dream House. Ela filmou cenas para To the Wonder, um filme de drama romântico de 2012 escrito e dirigido por Terrence Malick; suas cenas foram cortadas. Ela estrelou o filme de ação e suspense de 2012 The Bourne Legacy, baseado na série de livros de Robert Ludlum.
Em 2013, Weisz estrelou na Broadway ao lado de seu marido, Daniel Craig, em uma reestreia de Betrayal, de Harold Pinter. Estreou em 27 de outubro de 2013 e fechou em 5 de janeiro de 2014. A bilheteria de US$ 17,5 milhões tornou-se a segunda peça da Broadway de maior bilheteria de 2013. Naquele ano, Weisz interpretou Evanora no filme de fantasia Oz, o Mágico e Poderoso. Em 2015, ela apareceu no filme dramático Youth e no filme de ficção científica The Lobster. O filme ganhou o Prêmio do Júri de Cannes. Em 2016, ela apareceu no filme dramático The Light Between Oceans, e interpretou a historiadora do Holocausto Deborah Lipstadt em Denial, um filme baseado no livro de Lipstadt, e dirigido por Mick Jackson.

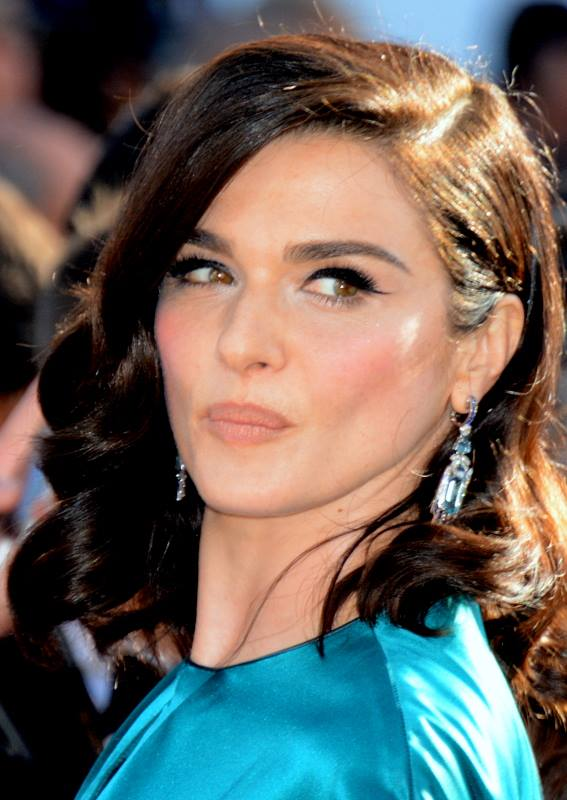
Weisz em 2015 no Festival de Cannes

Em 2017, Weisz estrelou My Cousin Rachel, um drama baseado no romance de Daphne du Maurier , e em 2018 coestrelou um filme biográfico britânico sobre o marinheiro Donald Crowhurst , The Mercy, dirigido por James Marsh, A produtora de Weisz, LC6 Productions, lançou seu primeiro longa-metragem, Desobediência, em 2017, estrelado por Weisz e Rachel McAdams. Weisz cresceu a três paradas do metrô de Londres do bairro judeu ortodoxo onde o filme se passa. Criada no judaísmo , Weisz nunca se conectou totalmente à sua religião ancestral. Ela afirma que era "realmente desobediente" e nunca sentiu que se encaixava em lugar nenhum.
Em 2018, Weisz interpretou Sarah Churchill em The Favourite, ganhando o prêmio BAFTA de Melhor Atriz Coadjuvante e recebendo sua segunda indicação ao Oscar de Melhor Atriz Coadjuvante, em abril de 2019, ela entrou em negociações para se juntar a Scarlett Johansson no filme Black Widow do Universo Cinematográfico Marvel, em julho daquele ano, Weisz foi anunciada para interpretar Melina Vostokoff no filme, que foi lançado em 9 de julho de 2021.

## 2020 - Presente: Trabalho Continuo
Weisz estrelou e foi produtor executivo da minissérie de suspense Dead Ringers, um remake do filme de 1988 de mesmo nome para a Amazon Prime Video.

### Vida pessoal
Cidadã britânica por nascimento, Weisz se naturalizou americana em 2011. Em 2001, ela começou um relacionamento com o cineasta Darren Aronofsky, com quem teria um filho, mas os dois romperam em 2010 após quase cinco anos de noivado. Weisz e o ator Daniel Craig eram amigos por muitos anos e trabalharam juntos no filme Dream House de 2011. Eles começaram a namorar em dezembro de 2010 e se casaram em 22 de junho de 2011 numa cerimônia privada em Nova Iorque, com quatro convidados assistindo, incluindo o filho de Weisz e a filha de Craig. Em 1 de setembro de 2018, foi relatado que eles tiveram seu primeiro filho juntos, uma menina.